# ARN interferente pequeno

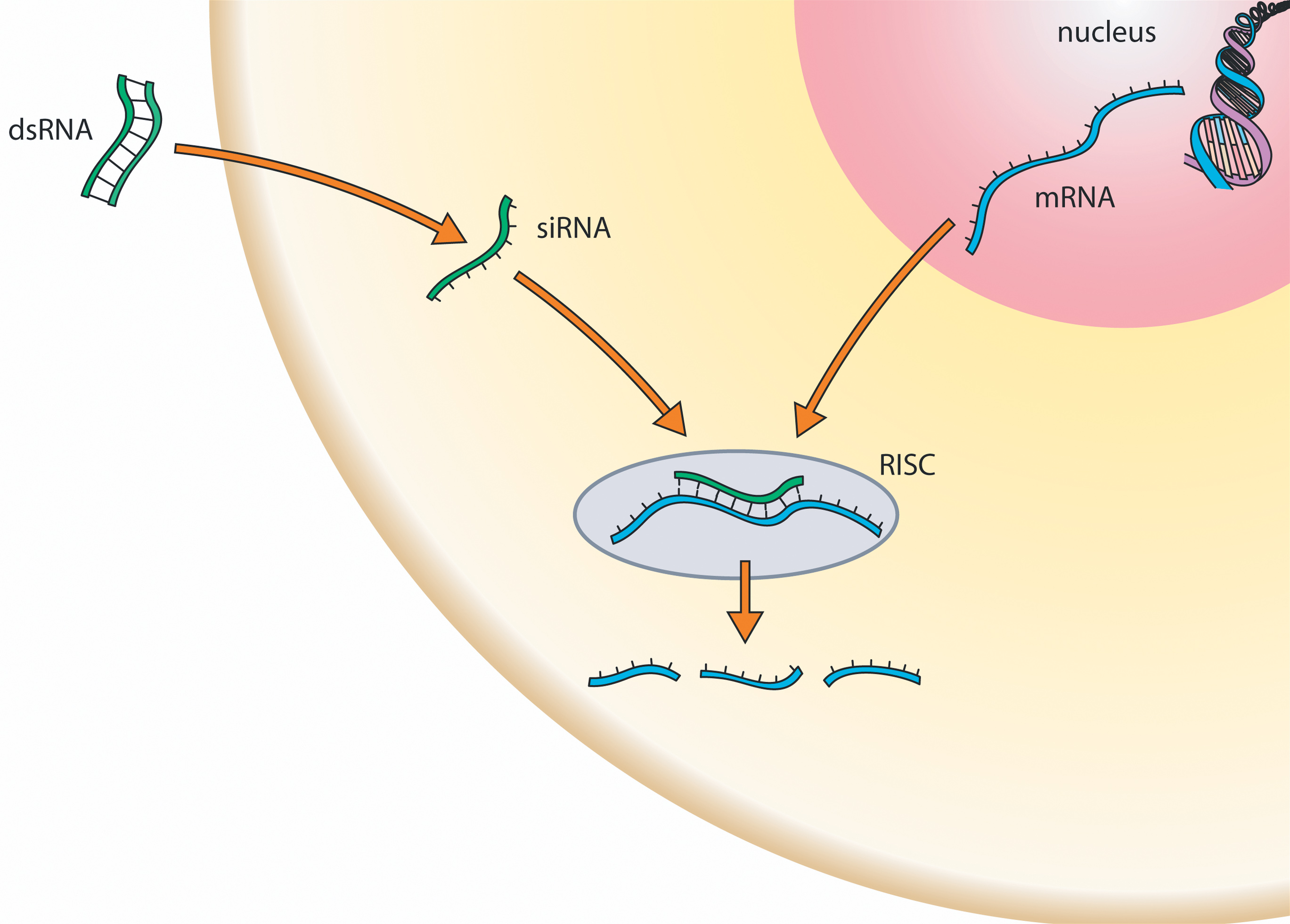
Interferência realizada com siRNA.

O ARN interferente pequeno, ARNip ou siRNA (small interfering RNA), também chamado ARN interferente curto ou ARN silenciador, são pequenos fragmentos de ARN que medem aproximadamente 23 pares de nucleotídeos. Os siRNA são produtos da clivagem de longas moléculas de ARN de dupla cadeia (dsRNA) pela ação da nuclease Dicer. Os siRNA são moléculas envolvidas num mecanismo de controle da expressão gênica conhecido como ARN de interferência (ARNi).
Os siRNA são pequenas moléculas de ARN que ao ligarem-se aos mARNs podem induzir a sua degradação.
O iRNA (RNA interferente) é um mecanismo de controle pós transcricional que atua sobre o RNA mensageiro para que não ocorra a produção desnecessária de proteínas.
"Sequências reguladoras no RNA são reconhecidas — por meio de fatores de recomposição, proteínas de ligação ao mRNA ou miRNA — e regulam a estruturado produto proteico, sua quantidade ou a localização na qual a proteína é produzida." (GRIFFITHS, 11ª ed. 2016)